# Dynamika systemów

Dynamiczny diagram zapasów i przepływu modelu Wdrożenie nowego produktu (model z artykułu autorstwa John Sterman 2001)

Dynamika systemów (DS) to podejście do zrozumienia nieliniowego zachowania złożonych systemów w czasie, przy użyciu zasobów, przepływów, wewnętrznych pętli sprzężenia zwrotnego, funkcji tabelarycznych i opóźnień czasowych.

## Opis
Dynamika systemów (DS) to technika modelowania matematycznego służąca do formułowania, rozumienia i omawiania złożonych zagadnień i problemów. Pierwotnie opracowana w latach 50. XX wieku, aby pomóc kadrze menedżerskiej w lepszym zrozumieniu procesów przemysłowych, DS jest obecnie używany tak w sektorze publicznym, jak i prywatnym do analizy i definiowania linii decyzyjnych.
Wygodny graficzny interfejs użytkownika oprogramowania do dynamiki systemów, opracowany w przyjaznych dla użytkownika wersjach w latach 90., został zastosowany w różnych systemach. Modele DS rozwiązują problem jednoczesności (wzajemnej przyczynowości) poprzez aktualizację wszystkich zmiennych w małych przyrostach czasowych z dodatnimi i ujemnymi sprzężeniami zwrotnymi oraz opóźnieniami czasowymi strukturyzującymi interakcje i sterowanie. Prawdopodobnie najbardziej znanym dziś modelem DS ten opisany w książce Granice wzrostu z 1972 roku, wydanej przez Klub Rzymski. Model ten przewiduje, że wykładniczy wzrost liczby ludności i kapitału, przy ograniczonych źródłach zasobów, pochłaniaczach i opóźnieniach percepcji, prowadzi do załamania gospodarczego w XXI wieku przy różnych scenariuszach wzrostu.
Dynamika systemów jest jednym z aspektów teorii systemów jako metoda zrozumienia dynamicznego zachowania złożonych systemów. Podstawą tej metody jest stwierdzenie, że struktura dowolnego systemu, wiele pętlowych, wzajemnie powiązanych, czasem opóźnionych w czasie relacji między jego elementami, jest często tak samo ważna w określaniu jego zachowania, jak jego poszczególne elementy. Przykładami zastosowania dynamiki systemów są 1) teoria chaosu i 2) dynamika społeczna. Twierdzi się również, że ponieważ istnieją przypadki własności całości (systemu), których nie posiadają jej części składowe, to logicznie zachowanie całości nie może być wyjaśnione zachowaniem się części.

## Historia
Dynamika systemów została stworzona w połowie lat 50. XX wieku przez profesora Jaya Forrestera z Massachusetts Institute of Technology. W 1956 roku Forrester przyjął profesurę w nowo utworzonej MIT Sloan School of Management. Jego początkowym celem było ustalenie, w jaki sposób jego doświadczenie w nauce i inżynierii może zostać wykorzystane w użyteczny sposób w kluczowych kwestiach, które decydują o sukcesie lub porażce korporacji. Spostrzeżenia Forrestera dotyczące wspólnych fundamentów leżących u podstaw inżynierii, które doprowadziły go do stworzenia dynamiki systemów, zostały w dużej mierze wynikiem jego zaangażowaniem w pracę z menedżerami w General Electric (GE) w połowie lat pięćdziesiątych. W tym czasie wspomniani menedżerowie byli w kłopocie, ponieważ zatrudnienie w ich fabrykach urządzeń w Kentucky wykazywało wyraźny trzyletni cykl. Oceniono, że cykl koniunkturalny jest niewystarczającym wyjaśnieniem niestabilności zatrudnienia. Na podstawie odręcznych symulacji (lub obliczeń) struktury przepływów akcji i informacji zwrotnych w zakładach GE, które obejmowały istniejącą korporacyjną strukturę podejmowania decyzji dotyczących zatrudniania i zwalniania, Forrester była w stanie wykazać, w jaki sposób niestabilność zatrudnienia w GE była spowodowana wewnętrzną struktury firmy, a nie siłami zewnętrznymi, takimi jak cykl koniunkturalny. Te ręcznie przeprowadzone symulacje były początkiem dziedziny dynamiki systemów.
Pod koniec lat 50. i na początku lat 60. Forrester i zespół doktorantów przenieśli rozwijającą się dziedzinę dynamiki systemów z poziomu ręcznych symulacji do poziomu formalnego modelowania komputerowego.Wiosną 1958 roku, Richard Bennett stworzył pierwszy język modelowania komputerowego dynamiki systemów o nazwie SIMPLE (Simulation of Industrial Management Problems with Lots of Equations). W 1959 roku Phyllis Fox i Alexander Pugh napisali pierwszą wersję DYNAMO (DYNAmic MODEls), ulepszoną wersję SIMPLE, a język dynamiki systemów stał się standardem branżowym na ponad trzydzieści lat. W 1961 roku, Forrester opublikował pierwszą i wciąż ważną książkę dla tej dziedziny pod tytułem Dynamika przemysłowa (ang. Industrial Dynamics).
Od późnych lat 50. do późnych lat 60. dynamika systemów była stosowana prawie wyłącznie do problemów korporacyjnych i zarządczych. Jednak w 1968 nieoczekiwane wydarzenie spowodowało, że pole zastosowania rozszerzyło się poza sfery korporacyjne. John F. Collins, były burmistrz Bostonu, został mianowany profesorem wizytującym na wydziale Spraw Miejskich na MIT. Efektem współpracy Collinsa i Forrestera była książka zatytułowana Urban Dynamics. Przedstawiony w książce model o nazwie "Urban Dynamics" był pierwszym poważnym niekorporacyjnym zastosowaniem dynamiki systemów.
Kolejne ważne zastosowanie dynamiki systemów poza sferą korporacyjną pojawiło się krótko po pierwszym. W 1970 roku Jay Forrester został zaproszony przez Klub Rzymski na spotkanie w Bernie w Szwajcarii. Klub Rzymski jest organizacją zajmującą się rozwiązywaniem tego, co jego członkowie określają jako „kłopotliwe położenie ludzkości” – czyli globalnego kryzysu, który może pojawić się kiedyś w przyszłości, ze względu na wymagania stawiane nośności Ziemi (jej źródła zasobów odnawialnych i nieodnawialnych oraz ich pochłaniaczy do usuwania zanieczyszczeń) przez wykładniczo rosnącą populację świata. Na spotkaniu w Bernie, Forrester został zapytany, czy dynamika systemów może być wykorzystana do rozwiązania problemów ludzkości. Jego odpowiedź była oczywiście twierdząca. W samolocie powrotnym ze spotkania w Bernie Forrester stworzył pierwszy szkic modelu dynamiki światowego systemu społeczno-gospodarczego. Nazwał ten model WORLD1. Po powrocie do Stanów Zjednoczonych Forrester dopracował WORLD1 w ramach przygotowań do wizyty członków Klubu Rzymskiego w MIT. Forrester nazwał udoskonaloną wersję modelu WORLD2 i opublikował ją w książce zatytułowanej World Dynamics.

## Elementy dynamiki systemów
Podstawowymi elementami wykresów dynamiki systemów są sprzężenia zwrotne, akumulacja przepływów do zasobów oraz opóźnienia czasowe.
Jako ilustrację wykorzystania dynamiki systemów można się posłużyć organizacją, która planuje wprowadzić innowacyjny, nowy produkt konsumencki na lata. Organizacja musi zrozumieć możliwą dynamikę rynku, aby być w stanie świadomie zaprojektować plany marketingowe i produkcyjne.

### Diagramy pętli przyczynowej
W dynamice systemów problem lub system (np. ekosystem, system polityczny lub system mechaniczny) można przedstawić jako diagram pętli przyczynowej. Diagram pętli przyczynowej to prosta mapa systemu ze wszystkimi jego częściami składowymi i ich interakcjami. Poprzez uchwycenie interakcji, a co za tym idzie pętli sprzężenia zwrotnego (patrz rysunek poniżej), diagram pętli przyczynowej ujawnia strukturę systemu. Dzięki zrozumieniu struktury systemu staje się możliwe ustalenie zachowania systemu w określonym przedziale czasu.
Diagram pętli przyczynowej wdrożenia nowego produktu może wyglądać następująco:

Diagram pętli przyczynowej modelu wdrożenia nowego produktu

Diagram przedstawia dwie pętle sprzężenia zwrotnego. Pętla pozytywnego wzmocnienia (oznaczona jako R) po prawej stronie wskazuje, że im więcej osób wdrożyło już nowy produkt, tym silniejszy jest efekt marketingu szeptanego. W efekcie będzie więcej odniesień do produktu, więcej demonstracji i więcej recenzji. Te pozytywne opinie powinny generować ciągle rosnącą sprzedaż.
Druga pętla sprzężenia zwrotnego po lewej to wzmocnienie negatywne (lub „równoważenie” (ang. balancing), a zatem oznaczone jako B). Oczywiście wzrost nie może trwać wiecznie, ponieważ coraz więcej osób wdraża produkt, na rynku pozostaje coraz mniej potencjalnych klientów.
Obie pętle sprzężenia zwrotnego działają jednocześnie, ale w różnym czasie mogą mieć różne siły oddziaływania. Można więc spodziewać się wzrostu sprzedaży w pierwszych latach, a następnie spadku sprzedaży w latach późniejszych. Ogólnie rzecz biorąc, diagram pętli przyczynowej nie określa wystarczająco struktury systemu, aby umożliwić określenie jego zachowania na podstawie samej reprezentacji wizualnej.

### Diagramy zasobów i przepływów
Diagramy pętli przyczynowej pomagają w wizualizacji struktury i zachowania systemu oraz jego jakościowej analizie. Aby przeprowadzić bardziej szczegółową analizę ilościową, diagram pętli przyczynowej jest przekształcany w diagram zasobów i przepływów. Model opierający się na zasobach i przepływach pomaga w badaniu i analizie systemu w sposób ilościowy. Takie modele są zwykle budowane i symulowane za pomocą specjalnego oprogramowania komputerowego.
Zasób (ang. stock) to termin określający każdy obiekt, który z czasem gromadzi się lub wyczerpuje. Przepływ (ang. flow) to tempo zmian w zasobach.

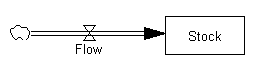
Przepływ to tempo akumulacji zasobów

W naszym przykładzie mamy do czynienia z dwoma zasobami: Potencjalni użytkownicy (ang. potential adopters) i Obecni użytkownicy produktu (ang. Adopters). Istnieje jeden przepływ i są nim Nowi użytkownicy. Dla każdego nowego użytkownika liczba potencjalnych użytkowników spada o jeden, a liczba użytkowników wzrasta o jeden.

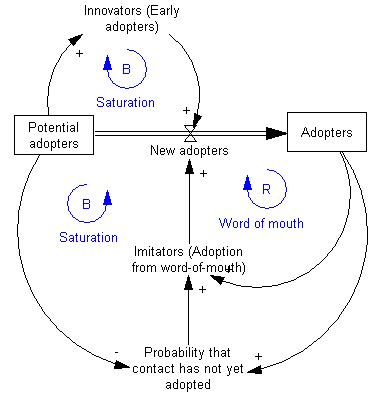
Diagram zasobów i przepływów modelu wdrożenia nowego produktu

### Równania
Prawdziwa siła dynamiki systemów jest wykorzystywana poprzez użycie narzędzi symulacyjnych. Chociaż możliwe jest wykonanie modelowania w arkuszu kalkulacyjnym, istnieje wiele specjalnych programów komputerowych, które zostały zoptymalizowane do tego celu.
Kroki typowej symulacji na potrzeby analizy dynamiki systemów :
- Zdefiniowanie granicy problemu
- Identyfikacja najważniejszych zasobów i przepływów, które zmieniają poziomy tych zasobów
- Identyfikacja źródeł informacji, które wpływają na przepływy
- Identyfikacja głównych pętli sprzężenia zwrotnego
- Stworzenie diagramu pętli przyczynowej, który przedstawia i łączy zasoby, przepływy i źródła informacji
- Zapisanie równań określających przepływy
- Oszacowanie parametrów i warunków początkowych. Można je oszacować za pomocą metod statystycznych, opinii ekspertów, danych z badań rynku lub innych odpowiednich źródeł informacji[8].
- Symulacja modelu i analiza wyników.

W tym przykładzie równania, które zmieniają dwa zasoby poprzez przepływy, to:
```

  

    

      

        
 

        

          

            
Potencjalni użytkownicy

          

        

        
=

        
−

        

          
∫

          

            
0

          

          

            
t

          

        

        

          

            
Nowi użytkownicy 

          

        

        

        
d

        
t

      

    

    
{\displaystyle \ {\mbox{Potencjalni użytkownicy}}=-\int _{0}^{t}{\mbox{Nowi użytkownicy }}\,dt}

  

  

    

      

        
 

        

          

            
Użytkownicy

          

        

        
=

        

          
∫

          

            
0

          

          

            
t

          

        

        

          

            
Nowi użytkownicy 

          

        

        

        
d

        
t

      

    

    
{\displaystyle \ {\mbox{Użytkownicy}}=\int _{0}^{t}{\mbox{Nowi użytkownicy }}\,dt}

  

```

### Równania w czasie dyskretnym
Lista wszystkich równań w czasie dyskretnym, w kolejności ich wykonania w każdym roku, dla lat od 1 do 15 :
```

  

    

      

        
1

        
)

        
 

        

          

            
Prawdopodobieństwo, że spotkana osoba jeszcze nie jest użytkownikiem 

          

        

        
=

        

          

            
Potencjalni użytkownicy

          

        

        

          
/

        

        
(

        

          

            
Potencjalni użytkownicy 

          

        

        
+

        

          

            
 Użytkownicy

          

        

        
)

      

    

    
{\displaystyle 1)\ {\mbox{Prawdopodobieństwo, że spotkana osoba jeszcze nie jest użytkownikiem }}={\mbox{Potencjalni użytkownicy}}/({\mbox{Potencjalni użytkownicy }}+{\mbox{ Użytkownicy}})}

  

  

    

      

        
2

        
)

        
 

        

          

            
Naśladowcy

          

        

        
=

        
q

        
⋅

        

          

            
Użytkownicy

          

        

        
⋅

        

          

            
Prawdopodobieństwo, że spotkania osoba jeszcze nie jest użytkownikiem

          

        

      

    

    
{\displaystyle 2)\ {\mbox{Naśladowcy}}=q\cdot {\mbox{Użytkownicy}}\cdot {\mbox{Prawdopodobieństwo, że spotkania osoba jeszcze nie jest użytkownikiem}}}

  

  

    

      

        
3

        
)

        
 

        

          

            
Innowatorzy

          

        

        
=

        
p

        
⋅

        

          

            
Potencjalni użytkownicy

          

        

      

    

    
{\displaystyle 3)\ {\mbox{Innowatorzy}}=p\cdot {\mbox{Potencjalni użytkownicy}}}

  

  

    

      

        
4

        
)

        
 

        

          

            
Nowi użytkownicy

          

        

        
=

        

          

            
Innowatorzy

          

        

        
+

        

          

            
Naśladowcy

          

        

      

    

    
{\displaystyle 4)\ {\mbox{Nowi użytkownicy}}={\mbox{Innowatorzy}}+{\mbox{Naśladowcy}}}

  

  

    

      

        
4.1

        
)

        
 

        

          

            
Potencjalni użytkownicy 

          

        

        
 

        
−

        
=

        

          

            
Nowi użytkownicy 

          

        

      

    

    
{\displaystyle 4.1)\ {\mbox{Potencjalni użytkownicy }}\ -={\mbox{Nowi użytkownicy }}}

  

  

    

      

        
4.2

        
)

        
 

        

          

            
Użytkownicy

          

        

        
 

        
+

        
=

        

          

            
Nowi użytkownicy 

          

        

      

    

    
{\displaystyle 4.2)\ {\mbox{Użytkownicy}}\ +={\mbox{Nowi użytkownicy }}}

  

```

```

  

    

      

        
 

        
p

        
=

        
0.03

      

    

    
{\displaystyle \ p=0.03}

  

  

    

      

        
 

        
q

        
=

        
0.4

      

    

    
{\displaystyle \ q=0.4}

  

```

#### Wyniki symulacji dynamicznej
Wyniki symulacji dynamicznej pokazują, że zachowaniem systemu będzie wzrost liczby użytkowników, w kształcie krzywej S.</br> Wzrost liczby użytkowników jest początkowo bardzo powolny, następnie przez pewien czas następuje wzrost wykładniczy, a w końcu następuje nasycenie i tempo wzrostu maleje.

Dynamiczny diagram zasobów i przepływu modelu wdrożenia nowego produktu

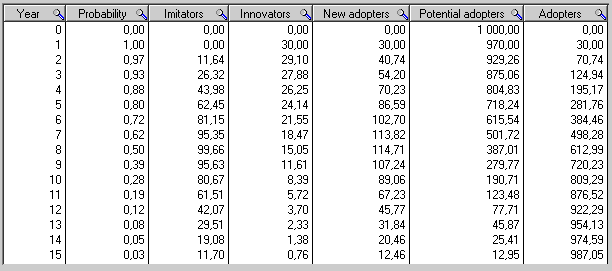
Wartości zasobów i przepływów za lata = 0 do 15

### Równania w czasie ciągłym
Aby uzyskać wartości pośrednie i większą dokładność, model może działać w czasie ciągłym: mnożymy liczbę jednostek czasu i proporcjonalnie dzielimy wartości, które zmieniają poziomy zasobów. W tym przykładzie mnożymy 15 lat przez 4, aby otrzymać 60 kwartałów i dzielimy wartość przepływu przez 4.</br> Dzielenie wartości jest najprostsze w przypadku metody Eulera, ale równie dobrze można zastosować inne metody, takie jak metody Runge-Kutta.

## Zastosowania
Dynamika systemów znalazła zastosowanie w wielu dziedzinach, takich jak np. analizy demograficzne, rolnictwo, systemy ekologiczne i ekonomiczne, które zwykle silnie ze sobą oddziałują.
Ponadto, dynamika systemów jest potężnym narzędziem do:
- Nauczania myślenia systemowego
- Analizy i porównywania założeń i modeli myślowych dotyczących sposobu działania różnych systemów
- Uzyskania jakościowego wglądu w działanie systemów lub potencjalnych konsekwencji decyzji
- Rozpoznawania dysfunkcyjnych systemów

Do symulacji modelów dynamiki systemów badanej sytuacji, używa się specjalistycznego oprogramowania. Przeprowadzanie symulacji typu „co by było, gdyby” w celu przetestowania określonych zjawisk na takim modelu może znacznie pomóc w zrozumieniu, jak system zmienia się w czasie. Dynamika systemów jest bardzo podobna do myślenia systemowego i tworzy te same diagramy pętli przyczynowej systemów ze sprzężeniem zwrotnym. Jednak dynamika systemów zwykle idzie dalej i wykorzystuje symulację do badania zachowania systemów i wpływu alternatywnych rozwiązań.
Dynamika systemów jest wykorzystywana do badania czynników wpływających na stan zasobów i wynikających z nich problemów w rozwoju produktu.
Ekonomista Steve Keen zastosował dynamikę systemów w dziedzinie makroekonomii, tworząc oprogramowanie znane jako Minsky. Zostało ono wykorzystane do skutecznego zamodelowania zachowania światowej gospodarki czasów pozornej stabilności tzw. Wielkiego Uspokojenia do nagłego, nieoczekiwanego kryzysu finansowego z lat 2007-09.

### Przykład: Wzrost i upadek firm

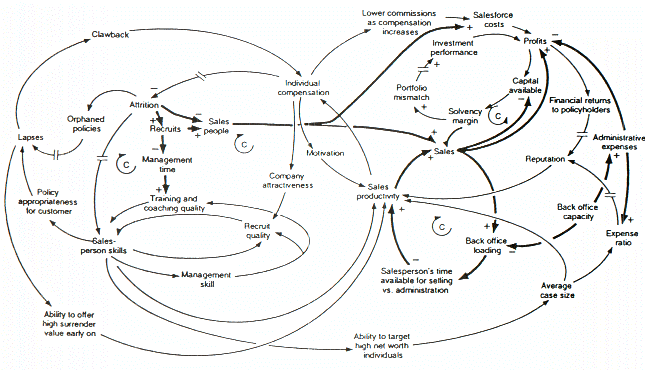
Diagram pętli przyczynowej modelu badającego wzrost lub upadek firmy ubezpieczeniowej na życie

Powyższy rysunek jest diagramem pętli przyczynowej modelu dynamiki systemów stworzonego w celu zbadania sił, które mogą być odpowiedzialne za wzrost lub upadek firm ubezpieczeniowych na życie w Wielkiej Brytanii. Warto wyjaśnić kilka powszechnie stosowanych konwencji przy tworzeniu takich diagramów. Po pierwsze, pętle ujemnego sprzężenia zwrotnego modelu są identyfikowane przez literę C, co oznacza pętle przeciwdziałające (ang. counteracting). Po drugie, podwójne linie są używane do wskazania miejsc, w których występuje znaczne opóźnienie między przyczynami a skutkami. Po trzecie, grubsze linie są używane do identyfikacji pętli informacji zwrotnych i wiązań, na których autor chce, aby odbiorcy się skupili. 

### Przykład: ruch tłoka

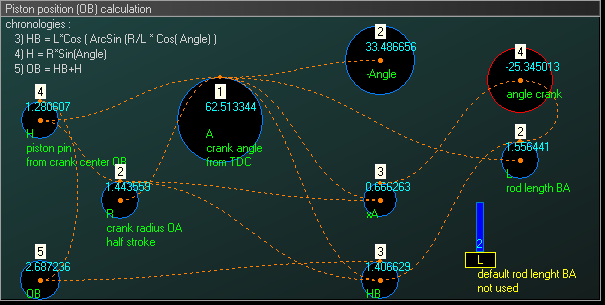
Diagram zasobów i przepływów dla systemu korbowodu

Animacja 3D układu korbowodowego

1. Cel: badanie układu korbowodu.
Chcemy zamodelować system korbowodu poprzez dynamiczny model systemu. W tym przykładzie korba o zmiennym promieniu i częstotliwości kątowej będzie napędzać tłok o zmiennej długości korbowodu.
2. Modelowanie systemu
Poniższy rysunek przedstawia diagram zasobów i przepływów Diagram zasobów i przepływów dla systemu korbowodu
3. Symulacja modelu 
Kolejny rysunek to symulacja 3D. Zmienne modelu definiują wszystkie części tej animacji: korba, promień, częstotliwość kątowa, długość pręta i położenie tłoka.

## Dalsza lektura
- Javier Kypuros: System dynamics and control with bond graph modeling. Taylor & Francis, 2013. ISBN 978-1466560758. Brak numerów stron w książce
- Jay W. Forrester: Industrial Dynamics. Pegasus Communications, 1961. ISBN 978-1-883823-36-8. Brak numerów stron w książce
- Jay W. Forrester: Urban Dynamics. Pegasus Communications, 1969. ISBN 978-1-883823-39-9. Brak numerów stron w książce
- Donella H. Meadows: Limits to Growth. University books, 1972. ISBN 978-0-87663-165-2. Brak numerów stron w książce
- John Morecroft: Strategic Modelling and Business Dynamics: A Feedback Systems Approach. John Wiley & Sons, 2007. ISBN 978-0-470-01286-4. Brak numerów stron w książce
- Edward B. Roberts: Managerial Applications of System Dynamics. MIT Press, 1978. ISBN 978-0-262-18088-7. Brak numerów stron w książce
- Jorgen Randers: Elements of the System Dynamics Method. MIT Press, 1980. ISBN 978-0-915299-39-3. Brak numerów stron w książce
- Peter Senge: The Fifth Discipline. Currency, 1990. ISBN 978-0-385-26095-4. Brak numerów stron w książce
- John D. Sterman: Business Dynamics: Systems thinking and modeling for a complex world. McGraw Hill, 2000. ISBN 978-0-07-231135-8. Brak numerów stron w książce